# Erkenning (familierecht)
Erkenning is een term die in het familierecht gebruikt wordt in de betekenis van de wettelijke erkenning van een kind. Door de erkenning ontstaan er familierechtelijke betrekkingen tussen erkenner en het kind. De man kan dan als vader worden betiteld, de vrouw als moeder. De erkenner hoeft niet de biologische vader / moeder van het kind te zijn. Erkenning geeft niet automatisch ouderlijk gezag, dat dient apart bij de rechtbank te worden aangevraagd. Bij de Tweede Kamer ligt een wetsvoorstel waarin gezamenlijk gezag automatisch aan erkenning zal worden gekoppeld. Het erkennen van een kind als wettelijk wordt echten genoemd.

## Nederland
Artikel 199 van Boek 1 van het Nederlandse Burgerlijk Wetboek bepaalt (onder sub c) dat de man die het kind heeft erkend diens (juridisch) vader is. In artikel 203 is bepaald dat de erkenning geschiedt bij notariële akte, of bij akte van erkenning, opgemaakt door een ambtenaar van de burgerlijke stand. Artikel 204 somt vijf gronden op die de erkenning nietig maken:
- de erkenner mag wegens te nauwe bloedverwantschap geen huwelijk of geregistreerd partnerschap met de moeder aangaan;
- de erkenner heeft de leeftijd van zestien jaar nog niet bereikt;
- er is geen voorafgaande toestemming van de moeder of de vader gegeven (alleen van toepassing indien het kind de leeftijd van zestien jaar nog niet heeft bereikt);
- er is geen voorafgaande toestemming van het kind (alleen van toepassing indien het kind twaalf jaar of ouder is);
- het kind heeft al twee (juridische) ouders.

De vereiste voorafgaande toestemming van de moeder en/of het kind kan worden vervangen door de toestemming van de rechtbank, tenzij dit de belangen van de moeder bij een ongestoorde verhouding met het kind schaadt of een evenwichtige sociaalpsychologische en emotionele ontwikkeling van het kind in het gedrang komt. Bovendien is voor het krijgen van vervangende toestemming vereist dat de man de verwekker is van het kind, dat wil zeggen dat hij het kind door geslachtsgemeenschap met de moeder heeft verwekt, of dat de man de donor is en "in een nauwe persoonlijke betrekking staat tot het kind" (art. 1:204 lid 3 BW). Daarnaast kan de levensgezel van de moeder, die heeft ingestemd met een daad die de verwekking van het kind tot gevolg kan hebben gehad, vervangende toestemming van de rechtbank verkrijgen indien dit in het belang van het kind is (art. 1:204 lid 4 BW).
Met de inwerkingtreding op 1 april 2014 van de Wet lesbisch ouderschap zijn aan artikel 204, eerste lid sub c BW (over de vereiste toestemming) de woorden "of de vader" toegevoegd. Dit is gedaan met het oog op de situatie waarin twee mannen via een draagmoeder een kind krijgen, en een van de mannen het kind adopteert (en zo juridisch vader wordt). De tweede man kan het kind erkennen, maar heeft daarvoor (zolang het kind nog geen zestien is) toestemming van de adoptiefvader nodig.
Eveneens is het sinds 1 april 2014 mogelijk dat een vrouw een kind erkent en zo juridisch moeder wordt (art. 1:198 lid 1 sub c BW). Ook zij kan om vervangende toestemming verzoeken bij de rechtbank, maar alleen op grond van het vierde lid van artikel 204. Dat wil zeggen dat de erkenning in het belang van het kind moet zijn. Dit is een strengere maatstaf dan die geldt voor de verwekker of donor.
In 2012 werden meer dan 90% van alle kinderen van ongehuwde moeders in het eerste levensjaar erkend. Van de kinderen van niet gehuwde ouders die in het jaar 2000 geboren waren, waren in 2012 nog 9% niet erkend.

## Erkenning versus adoptie
Gaat het om erkenning van een geadopteerd kind, dan is het de adoptiemoeder die toestemming moet geven. Erkenning wordt door Nederlanders in het buitenland wel gebruikt om de langere adoptieprocedure te omzeilen. In dat geval wijzen Nederlandse gemeenteambtenaren de erkenning soms af met als argument dat de erkenning in strijd is met de openbare orde. Die afwijzing is bijgeval in strijd met het wetsartikel waarin de wetgever erkenning, een gerechtelijke vaststelling van het ouderschap of een adoptie uitdrukkelijk op één lijn stelt.

## Internationaal
In sommige landen (bijvoorbeeld Duitsland) is erkenning op vergelijkbare manier als in Nederland geregeld. Verschil met Nederland is wel dat de Duitse wet als moeder alleen de vrouw noemt die het kind heeft gebaard, terwijl de Nederlandse wet de adoptiemoeder gelijkstelt met de biologische moeder. Dat betekent dat in Duitsland de adoptiemoeder geen toestemming voor erkenning kan geven. Nederlandse adoptanten in het buitenland kunnen bij wijze van alternatief de erkenning bij een Nederlandse gemeente naar keuze regelen. Er zijn ook landen (zoals Frankrijk) waarin vaderschap eenvoudiger wordt aangenomen.

## Bezwaren
De vaderbeweging acht deze wettelijke regeling discriminerend omdat een biologische vader toestemming van een moeder nodig heeft om zijn eigen kind te erkennen.

## Ontkenning
De keerzijde van de erkenning is de ontkenning. Hierbij wordt ontkend dat de echtgenoot van de moeder de biologische vader is. In het Nederlandse familierecht kent men hiervoor de "ontkenning vaderschapsactie" (artikel 1:200 e.v. BW).